# Ulochlaena
Ulochlaena là một chi bướm đêm thuộc họ Noctuidae.

## Loài
- Ulochlaena ferruginea Gaede, 1915
- Ulochlaena fumea (Hampson, 1902)
- Ulochlaena hirta (Hübner, [1813])
- Ulochlaena sagittata Gaede, 1915
- Ulochlaena schaeferi Gaede, 1915